# 台湾総督府通信局
台湾総督府通信局（たいわんそうとくふつうしんきょく）は、台湾総督府に置かれた内部部局である。後に台湾総督府所属官署である交通局に移管され逓信部となった。
台湾における郵便・郵便為替・郵便貯金・電信・電話・航路標識に関する事項を担当し、私設鉄道・軌道・航路・船舶・海員・電気事業の監督を掌った。

## 概要
1895年（明治28年）5月、台湾総督府が設置され、その民政局に逓信部が設置された。これが通信局の嚆矢であるが、同年8月に廃止となった。
1896年（明治29年）4月、民政局に通信部が設置されたが、1897年（明治30年）11月に廃止された。
1901年（明治34年）11月、民政部に通信局を設置。1919年（大正8年）6月、逓信局に名称を変更。
1924年（大正13年）12月、逓信局を廃止し、その業務を交通局に移管し逓信部となった。

## 沿革
- 1895年（明治28年）
  - 5月 - 台湾総督府民政局に逓信部を設置。鉄道課、通信課を置く[1]。
  - 8月 - 逓信部が廃止され[2]、内務部に逓信課を置く。
- 1896年（明治29年）4月 - 民政局に通信部を設置し[3]、内信課、外信課、為替貯金課、電信課、工務課、海事課、計算課を置く。
- 1897年（明治30年）11月 - 通信部が廃止され[4]、民政局に通信課を置く。
- 1898年（明治31年）6月 - 民政局が民政部となる。
- 1901年（明治34年）11月 - 民政部に通信局を設置[5]。庶務課、郵務課、電務課、海事課を置く。
- 1902年（明治35年）11月 - 通信局は測候所、灯台を所掌[6]。
- 1913年（大正2年）10月 - 庶務課、監理課、工務課 、海事課の四課となる。
- 1919年（大正8年）
  - 6月 - 通信局を逓信局に名称を変更[7]。
  - 8月 - 民政部が廃止され、台湾総督府逓信局となる[8]。
- 1920年（大正9年）9月 - 庶務課、監理課、為替貯金課、工務課、海事課の五課となる。
- 1924年（大正13年）12月 - 逓信局を廃止し[9]、その業務を交通局に移管し逓信部となる[10]。

## 機構
最終の組織
- 逓信局
  - 庶務課、監理課、為替貯金課、工務課、海事課
  - 測候所
  - 灯台

## 歴代局長・部長
| 氏名                     | 在任期間                       | 備考                     |
| 台湾総督府民政局逓信部長 | 台湾総督府民政局逓信部長       | 台湾総督府民政局逓信部長 |
| ------------------------ | ------------------------------ | ------------------------ |
| 不明                     | 1895年5月21日 - 6月17日        |                          |
| 牧朴真                   | 1895年6月18日 - 1895年8月6日   | 心得                     |
| （逓信部廃止）           |                                |                          |
| 台湾総督府民政局通信部長 |                                |                          |
| 土居通豫                 | 1896年4月23日 - 1897年8月27日  |                          |
| 菊池末太郎               | 1897年8月27日 -                |                          |
| （1897.11.1通信部廃止）  |                                |                          |
| 台湾総督府民政部通信局長 |                                |                          |
| 鹿子木小五郎             | 1901年11月11日 - 1909年7月30日 |                          |
| 持地六三郎               | 1909年7月30日 - 1910年12月27日 |                          |
| 鈴木三郎                 | 1910年12月27日 - 1911年5月11日 | 事務取扱                 |
| 角源泉                   | 1911年5月11日 - 1913年3月1日   | 心得                     |
| 角源泉                   | 1913年3月1日 - 1915年3月20日   |                          |
| 井村大吉                 | 1915年3月20日 - 1916年3月22日  | （田中芳男の娘婿）       |
| 広瀬吉郎                 | 1916年3月22日 - 1919年5月21日  |                          |
| 斎藤愛二                 | 1919年5月21日 - 1919年6月28日  |                          |
| 台湾総督府民政部逓信局長 |                                |                          |
| 斎藤愛二                 | 1919年6月28日 - 1919年8月20日  |                          |
| 台湾総督府逓信局長       |                                |                          |
| 斎藤愛二                 | 1919年8月20日 - 1921年9月17日  |                          |
| 吉田平吾                 | 1921年9月17日 - 1924年12月24日 |                          |